# Hofeld-Mauschbach
Hofeld-Mauschbach ist ein Ortsteil der Gemeinde Namborn, Landkreis St. Wendel, Saarland und bildet einen eigenen Gemeindebezirk. Bis Ende 1973 war Hofeld-Mauschbach eine eigenständige Gemeinde.
Hofeld-Mauschbach ist auf Grund seiner zentralen Lage und der günstigen Verkehrsanbindung Sitz der Gemeindeverwaltung Namborn (umgebautes ehemaliges Schulhaus).

## Geographie
Der Ort liegt 308 m über NN. Der Großbach fließt durch Hofeld-Mauschbach.

## Geschichte
Ersterwähnung 1278 als Hoychfelde, 1303 Musbach.
Im Rahmen der saarländischen Gebiets- und Verwaltungsreform wurde die bis dahin eigenständige Gemeinde Hofeld-Mauschbach am 1. Januar 1974 der Gemeinde Namborn zugeordnet.
Verwaltungszugehörigkeit nach 1794:

- 1798 bis 1814 – Mairie Walhausen
- 1814 bis 10. Januar 1817 – Bürgermeisterei Walhausen
- 11. Januar 1817 bis 30. September 1823 – Bürgermeisterei Namborn
- 1. Oktober 1823 bis 31. Dezember 1835 – Bürgermeisterei Bliesen
- 1. Januar 1836 bis 22. März 1920 – Bürgermeisterei Oberkirchen
- 23. März 1920 bis 6. Mai 1921 – Bürgermeisterei Oberkirchen-Süd
- 7. Mai 1921 bis 31. Juli 1935 – Bürgermeisterei Namborn
- 1. August 1935 bis 25. Februar 1947 – Amt Namborn
- 26. Februar 1947 bis 31. August 1951 – Verwaltungsbezirk Namborn
- 1. September 1951 bis 30. Juni 1952 – Amt Namborn
- 1. Juli 1952 bis 31. Dezember 1973 – Amt Oberkirchen-Namborn
- 1. Januar 1974 bis heute – Gemeinde Namborn

### Pfarrzugehörigkeit
Die Pfarrzugehörigkeit des Ortsteils Hofeld-Mauschbach war für die ehemaligen Teile Hofeld und Mauschbach unterschiedlich. Beide gehörten zunächst zur Pfarrei St. Wendelin in St. Wendel. 1792 kam Hofeld zur Pfarrei Furschweiler. Mauschbach kam mit Baltersweiler 1931 zur Pfarrei St. Anna in St. Wendel und später zur neuen Pfarrei Baltersweiler. Zwischenzeitlich wurde auch der Teil Hofeld zur Pfarrei Baltersweiler umgepfarrt. Siehe im einzelnen Pfarrei Baltersweiler unter „Baltersweiler“.

## Politik

### Gemeindebezirk
Der Ortsrat mit neun Sitzen setzt sich nach der Kommunalwahl vom 9. Juni 2024 bei einer Wahlbeteiligung von 78,20 % wie folgt zusammen:

- CDU: 48,03 % = 5 Sitze
- SPD: 33,88 % = 3 Sitze
- FLN: 18,09 % = 1 Sitz

### Ortsvorsteher
- 1974 bis 1989: Hubert Nagel, CDU
- 1989 bis 2004: Erich Christmann, CDU
- 2004 bis 2006: Beate Gerber, CDU
- 2006 bis 2009: Dr. Martina Scheer, CDU
- 2009 bis ........: Heiko Schneider, CDU

### Ortswappen
Hofeld-Mauschbach besitzt seit 1982 ein eigenes Ortswappen.

Beschreibung: „Unter silbernem Schildhaupt, darin ein durchgehendes rotes Kreuz, durch eine eingebogene Spitze gespalten: Rechts in Gold ein schräg-links gelegter Doppelhaken; links in Gold ein roter Balken, begleitet von oben neun und unten sechs roten Schindeln; unten in Rot ein vierspeichiges silbernes Mühlrad.“

## Wirtschaft und Verkehr

### Einwohnerzahlen
- 1787 = 101 Einwohner – Amt St. Wendel (Kürstentum Trier) – nur ein Teil von Hofeld zuzüglich 62 Einwohner in Mauschbach[6]
- 1819 = 200 Einwohner – Bürgermeisterei Namborn (Fürstentum Lichtenberg/Herzogtum Sachsen-Coburg) – 29 Häuser[7]
- 1843 = 284 Einwohner – Bürgermeisterei Oberkirchen (Rheinprovinz/Königreich Preußen) – 49 Wohnhäuser[8]
- 17. Mai 1939 = 634 Einwohner – Amt Namborn (Saarland) – Volkszählung 1939[9]
- 14. November 1951 = 749 Einwohner – Amt Namborn – Volkszählung 1951
- 6. Juni 1961 = 888 Einwohner – Amt Oberkirchen-Namborn – Volkszählung 1961 - 161 Wohngebäude[10]
- 27. Mai 1970 = 1.033 Einwohner – Amt Oberkirchen-Namborn – Volkszählung 1970
- 31. Dezember 1973 = 1.012 Einwohner – Amt Oberkirchen-Namborn – Gebiets- und Verwaltungsreform zum 1. Januar 1974[11]
- 25. Mai 1987 = 925 Einwohner – Gemeinde Namborn – Volkszählung 1987[12]

### Verkehr
Der Haltepunkt Hofeld liegt an der Nahetalbahn (Bingen (Rh) – Saarbrücken) und wird durch die Linie RB 73 bedient. Durch Hofeld-Mauschbach führt zudem die Landesstraße L 132 (ehemalige Bundesstraße B 41).

## Kultur und Sehenswürdigkeiten
Rathaus der Gemeinde Namborn